# Cristiano Doni
Cristiano Doni (ur. 1 kwietnia 1973 w Rzymie) – włoski piłkarz występujący na pozycji napastnika.

## Kariera klubowa
Cristiano Doni zawodową karierę rozpoczął w 1991 w Modenie. Nie rozegrał dla niej jednak ani jednego spotkania i po zakończeniu sezonu odszedł do Rimini. W 31 spotkaniach zaliczył sześć trafień, po czym przeniósł się do zespołu Pistoiese. Tam także spędził jeden sezon i latem 1994 Doni został zawodnikiem Bologny. W debiutanckim sezonie w ekipie „Rossoblu” zdobył siedem bramek, jednak w kolejnych rozgrywkach już tylko raz udało mu się wpisać na listę strzelców.
W letnim okienku transferowym w 1998 Włoch odszedł do Atalanty BC z miasta Bergamo. W nowym klubie od razu wywalczył sobie miejsce w podstawowej jedenastce i sezon 1998/1999 zakończył z ośmioma golami na koncie. W kolejnych rozgrywkach Doni strzelił już o sześć bramek więcej i w dużym stopniu przyczynił się do awansu Atalanty do Serie A. W kolejnych sezonach włoski napastnik dalej regularnie zdobywał gole. W rozgrywkach 2001/2002 z szesnastoma trafieniami wspólnie z Alessandro Del Piero zajął szóste miejsce w klasyfikacji najlepszych strzelców.
Latem 2003 Doni odszedł do Sampdorii. W ciągu dwóch sezonów tylko siedem razy wpisał się na listę strzelców i w 2005 przeniósł się do hiszpańskiej Mallorki. Tam jednak także zawiódł i po nieudanym sezonie powrócił do Atalanty BC. W ekipie „Nerazzurrich” odzyskał dawną skuteczność i dwa razy z rzędu okazał się najlepszym strzelcem zespołu. W sezonie 2009/2010 Doni razem ze swoim klubem spadł do Serie B.
W sierpniu Doni został zdyskwalifikowany przez włoską federację na trzy i pół roku. Piłkarz twierdził, że jest niewinny. W Grudniu przyznał się do zarzucanych mu zarzutów, zaprzeczył jednak jakoby miał znajdować się w tzw. międzynarodowej grupie ustawiaczy meczów piłkarskich.

## Kariera reprezentacyjna
W reprezentacji Włoch Doni zadebiutował 7 listopada 2001 w zremisowanym 1:1 towarzyskim meczu z Japonią, w którym strzelił gola. Rok później Giovanni Trapattoni powołał go do 23–osobowej kadry „Squadra Azzura” na mistrzostwa świata. Na azjatyckich boiskach Włosi dotarli do 1/8 finału, gdzie zostali wyeliminowani przez współgospodarzy turnieju – Koreę Południową. Łącznie dla drużyny narodowej Doni rozegrał siedem spotkań i strzelił jedną bramkę.